# Торресменудас
Торресменудас (ісп. Torresmenudas) — муніципалітет в Іспанії, у складі автономної спільноти Кастилія-і-Леон, у провінції Саламанка. Населення — 203 особи (2010).
Муніципалітет розташований на відстані близько 190 км на північний захід від Мадрида, 18 км на північний захід від Саламанки.

## Демографія
Динаміка населення (INE ):

## Зовнішні посилання
- Провінційна рада Саламанки: індекс муніципалітетів
- Посилання на Google Maps